# Guerra romano-siria
La guerra romano-siria (192 a. C.-188 a. C.), también llamada guerra de Antíoco o guerra siria, fue el conflicto militar que tuvo lugar entre las coaliciones dirigidas por la República romana y Antíoco III el Grande, rey del Imperio seléucida. La misma se libró en la Hélade, el mar Egeo y Asia Menor.
La guerra fue consecuencia de una «guerra fría» entre ambos poderes, que había comenzado en el 196 a. C. Durante este periodo los romanos y los seléucidas trataron de ampliar sus esferas de influencia con el objetivo de atraer a su bando a los poderes menores griegos.
El conflicto finalizó con una clara victoria para los romanos. En el tratado de Apamea, el Imperio seléucida se vio obligado a ceder Asia Menor. A consecuencia de su victoria, Roma se convirtió en la única gran potencia de todo el mar Mediterráneo tras las derrotas del Reino de Macedonia y Cartago.

## Guerra fría

### Preludio

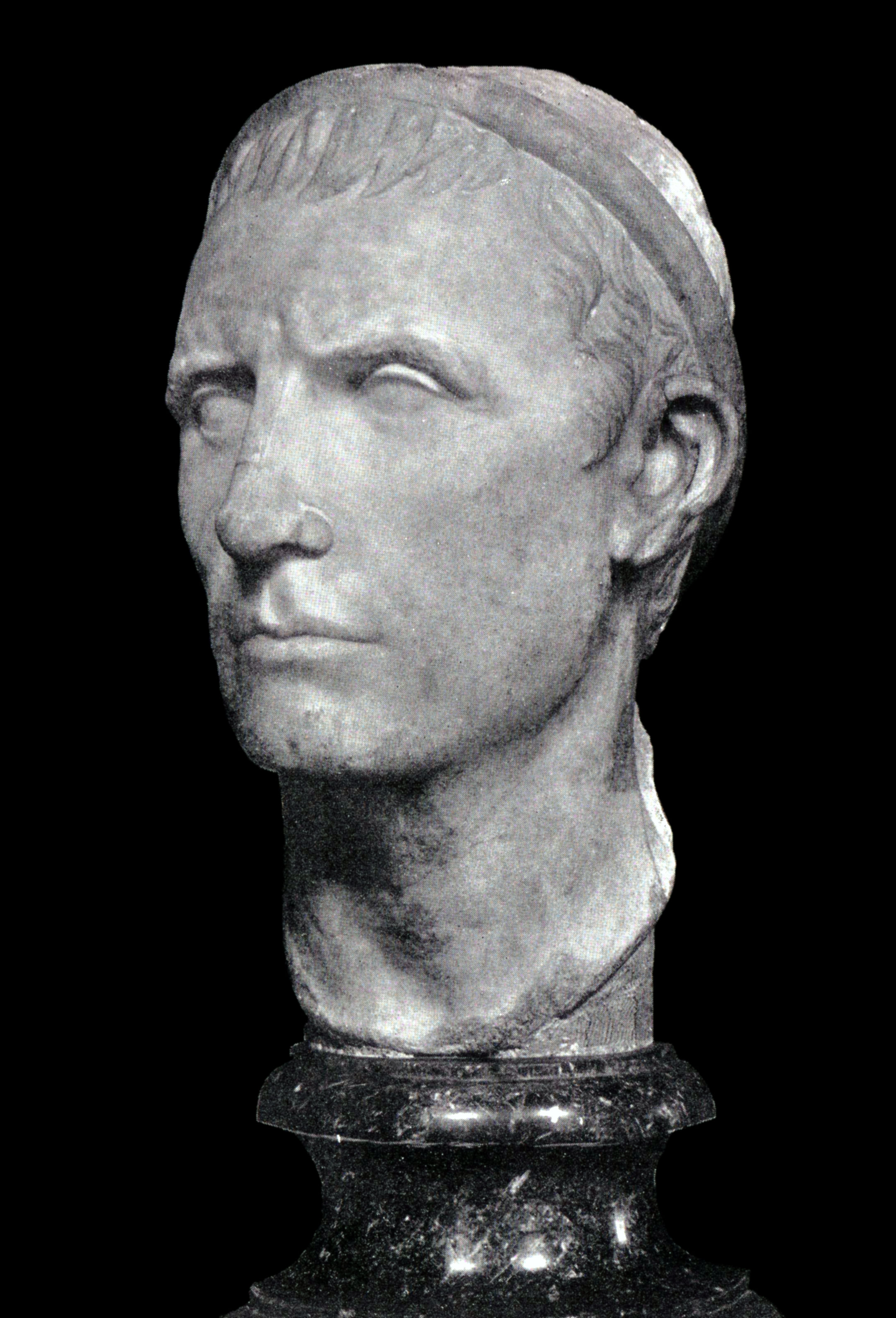
Busto de Antíoco III (Museo del Louvre).

Antíoco III apodado "el Grande", gobernante del Imperio seléucida, se involucró por primera vez con Grecia al firmar un tratado con el rey de Macedonia Filipo V en 203 a. C. El tratado estipulaba que Antíoco y Filipo se apoyarían mutuamente en la conquista de las tierras del joven faraón ptolemaico Ptolomeo V.
En el 200 a. C. Roma se involucró también en los asuntos de Grecia cuando recibió una petición de ayuda por parte de dos de sus aliados quienes estaban envueltos en la guerra cretense: Pérgamo y Rodas. En respuesta a este llamamiento, los romanos enviaron un ejército a Grecia y atacaron Macedonia. La segunda guerra macedónica duró hasta 196 a. C. y finalizó cuando Roma y sus aliados, incluyendo la Liga Etolia, derrotaron a Filipo en la batalla de Cinoscéfalas. Los términos del tratado forzaron a Filipo a pagar una inmensa indemnización y su conversión en aliado de Roma, mientras que los romanos ocupaban algunos territorios griegos.
Mientras tanto, Antíoco prosiguió la guerra contra el faraón Ptolomeo, (véase Quinta guerra siria). El ejército de Antíoco aplastó al ejército egipcio en la batalla de Panio (201 a. C.), y en 198 a. C. la parte sur de Siria cayó en sus manos.
Con una gran parte de Siria en su poder, Antíoco centró su atención en realizar incursiones a lo largo de las posesiones egipcias de las costas de Cilicia, Licia y Caria. Mientras atacaba las posesiones de Ptolomeo en Asia Menor, Antíoco envió una flota para ocupar las ciudades costeras de la zona y como apoyo a Filipo. Rodas, aliado romano y el poder naval más fuerte de la zona, envió una embajada a Antíoco exponiéndole que si continuaba avanzando tendrían que oponerse a su flota para evitar que el rey macedonio recibiese ayuda. Antíoco decidió hacer caso omiso de la amenaza y siguió avanzando, pero cuando tuvo noticias de la derrota de Filipo en Cinoscéfalos decidió desistir.
Posteriormente estableció una paz con el Imperio de Egipto al casar a una de sus hijas, Cleopatra, con Ptolomeo. Los problemas del monarca seléucida se habían acabado pues en Asia, era hora de mirar hacia Europa.

### Apertura de las hostilidades
Tras la batalla de Zama, el general cartaginés Aníbal, que había combatido a Roma durante la segunda guerra púnica, huyó de Cartago y se dirigió a la corte de Antíoco en Éfeso, donde este decidía qué medidas tomaría contra los romanos.

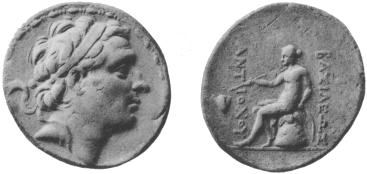
Moneda con la efigie de Antíoco III Megas.

El Egeo en vísperas del conflicto (192 a. C.). En rojo, el Imperio seléucida y sus aliados. En azul, Roma y los suyos. En gris, los territorios que se mantuvieron neutrales en la contienda.

Debido a la continua presencia romana en Grecia, Antíoco decidió provocar a la Liga Etolia, impulsándola a reclamar que no habían recibido suficientes tierras tras la segunda guerra macedónica. En 195 a. C., cuando los romanos dieron Esparta, los etolios decidieron ofrecer un pacto a los espartanos, buscando la retirada de los romanos de territorio griego; sin embargo, la Liga Aquea se negó, temerosa de la posible expansión etolia. El historiador Erich Gruen sugiere que los romanos utilizaron la guerra como excusa para prolongar el estacionamiento de tropas en territorio helénico, que tenía como objetivo prevenir que los espartanos y los etolios se unieran a Antíoco si este invadía Grecia.
Tras derrotar a Esparta en 195 a. C., las legiones romanas bajo el mando de Tito Quincio Flaminino abandonaron Grecia. En 192 a. C., Esparta hizo un llamamiento de asistencia militar a Etolia debido a su progresivo debilitamiento. Los etolios enviaron como respuesta un destacamento de 1000 jinetes. Sin embargo, una vez que llegaron a territorio espartano, asesinaron a Nabis, rey de Esparta e intentaron sin éxito tomar el control del territorio.

## Conflicto militar

Operaciones de la contienda: en verde, las romanas y en naranja, las seleúcidas

Basándose en el sentimiento antirromano que se había asentado en Grecia, en particular entre las ciudades-estado de la Liga Etolia, Antíoco III condujo un ejército a través del Helesponto con el objetivo de «liberarlo» de la opresión romana. En otoño del año 192 a. C., Antíoco desembarcó en Demetríade, Tesalia, con 10.000 infantes, 500 jinetes y 6 elefantes. El monarca seleúcida y Etolia fracasaron en el intento de unir a su coalición a Filipo V y a la Liga Aquea. Los romanos respondieron a la invasión mediante el envío de un ejército a Grecia, comandado por el cónsul Manio Acilio Glabrión. Este ejército combatió a Antíoco en la batalla de las Termópilas y lo derrotó de una manera aplastante, forzándole a retirarse de Grecia (191 a. C.).
Los romanos bajo el mando de Lucio Cornelio Escipión Asiático lo persiguieron a lo largo de todo el Egeo. Las flotas combinadas de Roma y Rodas derrotaron a la flota seléucida comandada por Aníbal y Polixénidas en las batallas de Eurimedonte y Mioneso (o Myonessus). Tras algunos enfrentamientos en Asia Menor, los seléucidas combatieron a los ejércitos de Roma y de Pérgamo en la batalla de Magnesia, a comienzos del año 189 a. C. Las fuerzas combinadas de Roma y Pérgamo obtuvieron la victoria y Antíoco se vio obligado a retirarse.

## Paz de Apamea
La derrota en Magnesia supuso un desastre para el Imperio seléucida, cuyo rey debió aceptar un tratado desfavorable, firmado en el año 188 a. C. en la ciudad siria de Apamea. El tratado incluía el pago de 15 000 talentos como indemnización y la cesión de todos sus territorios al oeste de los Montes Tauro. Rodas pasó a controlar Caria y Licia, mientras que Pérgamo pasó a controlar todo los territorios del norte de Licia y el resto de Asia Menor. Además Roma colonizó Peru